# Dreamchaser
Dreamchaser es el undécimo álbum de estudio de la cantante y compositora británica Sarah Brightman. Este álbum es la primera colaboración de Brightman con el productor Mike Hedges y se centra en el concepto de espacio. El álbum se inspiró en la decisión de Brightman de convertirse en la primera cantante en el espacio, ya que compró un boleto y empezó un entrenamiento parar una misión de vuelo espacial orbital a la Estación Espacial Internacional (ISS) en asociación con Space Adventures Ltd., una compañía privada de experiencias espaciales. Sin embargo, en marzo de 2015 se anunció que Brightman había pospuesto el vuelo por razones personales. El álbum fue lanzado en Japón el 16 de enero de 2013 y en el Reino Unido el 8 de abril de 2017 y en América del Norte el 16 de abril de 2013 con gran éxito de crítica.
La gira mundial de Dreamchaser fue la octava gira de conciertos de Brightman y sirvió como una gran promoción del álbum. La gira duró un período de 8 meses y se convirtió en su segunda gira mundial más extensa, actuando en más de veinte países. En noviembre de 2013, PBS emitió el concierto en vivo Dreamchaser in Concert, filmado en Elstree Studios, y luego fue lanzado en Japón el 18 de diciembre del mismo año en formato DVD y Blu-ray.
Dreamchaser ingresó en el Top 20 de siete países y en el Top 60 de otros cinco. El álbum alcanzó el número 17 en los Estados Unidos, siendo el tercer álbum entre los veinte mejores de Brightman en ese país.

## Singles
El primer sencillo "Angel" se lanzó en el sitio web oficial de Brightman el 26 de septiembre de 2012 y luego se lanzó a la venta el 15 de octubre de 2012 en Europa y México. El segundo sencillo, es una versión de la canción de la banda Elbow, "One Day Like This", fue lanzado el 19 de noviembre de 2012.

### Canciones y composición
El primer sencillo del álbum, "Angel", fue escrito por Sally Herbert y Jerry Burns específicamente para Brightman. Cuenta con cuerdas, percusión electrónica, línea de bajo, voces de acompañamiento, guitarras y arpa. El segundo sencillo, es una versión de Elbow, 'One Day Like This', una canción indie-pop compuesta por sintetizadores secuenciados, cuerdas y texturas ambientales. Luego es una interpretación de Brightman de la banda Sigur Rós, "Glosoli", con letra en inglés de Chris Difford, la canción presenta sonidos ambientales, capas de violines y cellos, un coro de acompañamiento y tambores. "Lento e Largo" se extrae de la Sinfonía nº 3 de Henryk Górecki. "A Song of India" es una versión de la obra de Rimsky-Korsakov. Brightman también realizó "Breathe Me" de Sia, "Eperdu" de Cocteau Twins y "Venus and Mars" de Paul McCartney.

## Promoción
Para promocionar Dreamchaser, Sarah Brightman apareció en varios programas de televisión a partir de enero de 2013. Interpretó "One Day Like This " en vivo en el programa de noticias japonés News Zero También hizo varias apariciones y entrevistas en programas de televisión como El Mañanero, Loose Women, The One Show, CJAD 800 Radio, Breakfast BBC1, FOROtv México and Last.fm. Cantó "One Day Like This" en el programa The Home and Family Show del canal Hallmark. Junto a Andrea Bocelli interpretó "Time to Say Goodbye" en el programa de televisión alemán Willkommen bei Carmen Nebel. Más tarde, Brightman fue a China y Japón en febrero, a Alemania en marzo, a Estados Unidos en abril y a México a principios de mayo, donde firmó autógrafos y realizó conferencias de prensa..

## Recepción de la crítica
Dreamchaser ha recibido elogios de los críticos, fue considerado el trabajo más fuerte de Brightman hasta 2016. Se señaló la coherencia de las elecciones de canciones y la calidad de las voces de Brightman. Bernard Perusse de Montreal Gazette describió el álbum como "ejecutado por expertos" y agregó "Brightman confirma lo que siempre hemos sospechado: menos no es necesariamente más". AllMusic comentó que Brightman "obtiene puntos por incluso intentar algunas de estas canciones. Que ella tome sus decisiones más atrevidas es un testimonio de su arte". 
Stephen Unwin del Daily Express escribió que el álbum es "un disco casi surrealista, a menudo desgarrador, que es increíblemente épico." De manera similar, The Sun, en una crítica de 5 estrellas, describió el álbum como "mucho más original e interesante que la tarifa estándar de popera". Polari Magazine le dio 5 estrellas, describió el álbum como "impresionante" y continuó que "en lugar de ir a lo seguro y lanzar otro álbum "Opera-By-Numbers del Día de la Madre" como la mayoría de los cantantes clásicos, la locura general de Sarah la ayuda a asumir riesgos que la mayoría de los artistas de su género no tomarían".

## Recepción comercial
Dreamchaser se convirtió en el séptimo álbum número 1 de Brightman en la lista Billboard Classical Crossover. También alcanzó el tercer lugar en la lista "Top Independent Albums", marcando la primera aparición de Brightman en esta lista. Dreamchaser alcanzó el número cinco en la lista de álbumes canadienses, el segundo lugar en la lista de álbumes clásicos de Australia y el número 17 en el Billboard 200, vendiendo 20 358 copias en su primera semana. En Japón, el álbum debutó en el top 20. Ingresó a la lista en el número 16, vendiendo 7183 copias durante su primera semana.

## World Tour
Sarah Brightman comenzó una gira mundial, la octava de su carrera, para promocionar su álbum Dreamchaser. La gira fue creada y promovida bajo el nombre de Dreamchaser World Tour. La gira comenzó el 16 de junio de 2013 y finalizó el 14 y 14 de diciembre de 2014. La gira incluyó paradas en veinticuatro países de cuatro continentes diferentes, Asia, Europa, América del Norte y del Sur. El World Tour consistió en 106 espectáculos en total durante un año y medio, siendo su gira más grande desde el Harem World Tour.

## Lista de canciones
Todas las canciones fueron producidas y arregladas por Sally Herbert y Mike Hedges. Fue grabado principalmente en Abbey Road Studios (Londres) y Westlake Studios (Los Ángeles). La masterización el álbum fue realizada por Mazen Murad en Metropolis Studios, Londres.
| N.º | Título                                                                   | Duración |  |
| 1.  | «Angel»                                                                  | 5:33     |  |
| 2.  | «One Day Like This»                                                      | 6:06     |  |
| 3.  | «Glósóli»                                                                | 6:50     |  |
| 4.  | «Lento E Largo from Symphony N° 3, OP. 36 (Symphony of Sorrowful Songs)» | 5:39     |  |
| 5.  | «B612»                                                                   | 4:50     |  |
| 6.  | «Breathe Me»                                                             | 4:48     |  |
| 7.  | «Ave Maria»                                                              | 5:48     |  |
| 8.  | «Éperdu»                                                                 | 5:07     |  |
| 9.  | «A Song of India»                                                        | 3:26     |  |
| 10. | «Venus and Mars»                                                         | 4:26     |  |
| 11. | «Closer» (no incluida en la edición estándar de Japón)                   | 8:09     |  |

Edición japonesa y iTunes bonus track
| Japanese edition and iTunes bonus track |                                                       |          |  |
| N.º                                     | Título                                                | Duración |  |
| 11.                                     | «Kaze No Toorimichi» (風の通り道, "Path of the Wind") | 4:14     |  |

Edición japonesa limited deluxe con DVD
| Japanese limited deluxe edition with DVD |                                                       |          |  |
| N.º                                      | Título                                                | Duración |  |
| 11.                                      | «Closer»                                              | 8:09     |  |
| 12.                                      | «Kaze No Toorimichi» (風の通り道, "Path of the Wind") | 4:14     |  |

Edición exclusiva de Target bonus tracks
| Target exclusive edition bonus tracks |              |          |  |
| N.º                                   | Título       | Duración |  |
| 12.                                   | «In the Air» | 4:37     |  |
| 13.                                   | «Hawaii '78» | 4:41     |  |

DVD de la Edición Deluxe limitada
| Limited deluxe edition bonus DVD |                                            |          |  |
| N.º                              | Título                                     | Duración |  |
| 1.                               | «Sarah's Dreamchaser Monologue»            | 1:12     |  |
| 2.                               | «Angel» (music video)                      | 4:34     |  |
| 3.                               | «Star City, Russia Space Sizzle Reel»      | 3:49     |  |
| 4.                               | «Photo Gallery»                            | 3:16     |  |
| 5.                               | «So Long Ago So Clear» (bonus audio track) | 5:30     |  |
| 6.                               | «7th Heaven» (bonus audio track)           | 4:27     |  |

Edición exclusiva y limitada, Super Deluxe con bonus tracks
| Super deluxe edition bonus tracks |                        |          |  |
| N.º                               | Título                 | Duración |  |
| 12.                               | «In the Air»           | 4:37     |  |
| 13.                               | «Hawaii '78»           | 4:41     |  |
| 14.                               | «7th Heaven»           | 4:23     |  |
| 15.                               | «So Long Ago So Clear» | 5:25     |  |

Edición Deluxe iTunes bonus tracks
| iTunes deluxe edition bonus tracks |                        |          |  |
| N.º                                | Título                 | Duración |  |
| 12.                                | «7th Heaven»           | 4:23     |  |
| 13.                                | «So Long Ago So Clear» | 5:25     |  |
| 14.                                | «Angel» (music video)  | 4:22     |  |

## Ranking
| Chart (2013)                                  | Mejor ranking |
| --------------------------------------------- | ------------- |
| Australian Albums (ARIA Charts)               | 98            |
| Australian Classical Albums (ARIA Charts)     | 2             |
| Austrian Albums (Ö3 Austria Top 40)           | 34            |
| Belgian Albums (Ultratop Flanders)            | 77            |
| Belgian Albums (Ultratop Wallonia)            | 168           |
| Canadian Albums (Billboard)                   | 5             |
| Czech Albums (IFPI)                           | 23            |
| Dutch Albums (MegaCharts)                     | 50            |
| Finnish Albums (Suomen virallinen lista)      | 48            |
| German Albums (Offizielle Top 100)            | 50            |
| Greek Albums (IFPI)                           | 11            |
| Japanese Albums (Oricon)                      | 16            |
| Mexican Albums (Top 100 México)               | 12            |
| South Korean Albums (Gaon Album Chart)        | 11            |
| Swiss Albums (Schweizer Hitparade)            | 81            |
| UK Albums (OCC)                               | 58            |
| US Billboard 200                              | 17            |
| US Top Classical Crossover Albums (Billboard) | 1             |
| US Top Independent Albums (Billboard)         | 3             |
| World Albums                                  | 28            |

## Historial de lanzamiento
| Región         | Fecha               | Empresa         |
| -------------- | ------------------- | --------------- |
| Japón          | 16 de enero de 2013 | EMI Music Japan |
| Australia      | 5 de abril de 2013  | Koch Records    |
| Alemania       | 5 de abril de 2013  | Koch Records    |
| Reino Unido    | 8 de abril de 2013  | Decca Records   |
| Canadá         | 16 de abril de 2013 | Warner Music    |
| Estados Unidos | 16 de abril de 2013 | Simha LLC       |
| Corea del Sur  | 23 de abril de 2013 | Universal Music |
| Taiwán         | 14 de junio de 2013 | Gold Typhoon    |